# Cellonstollen

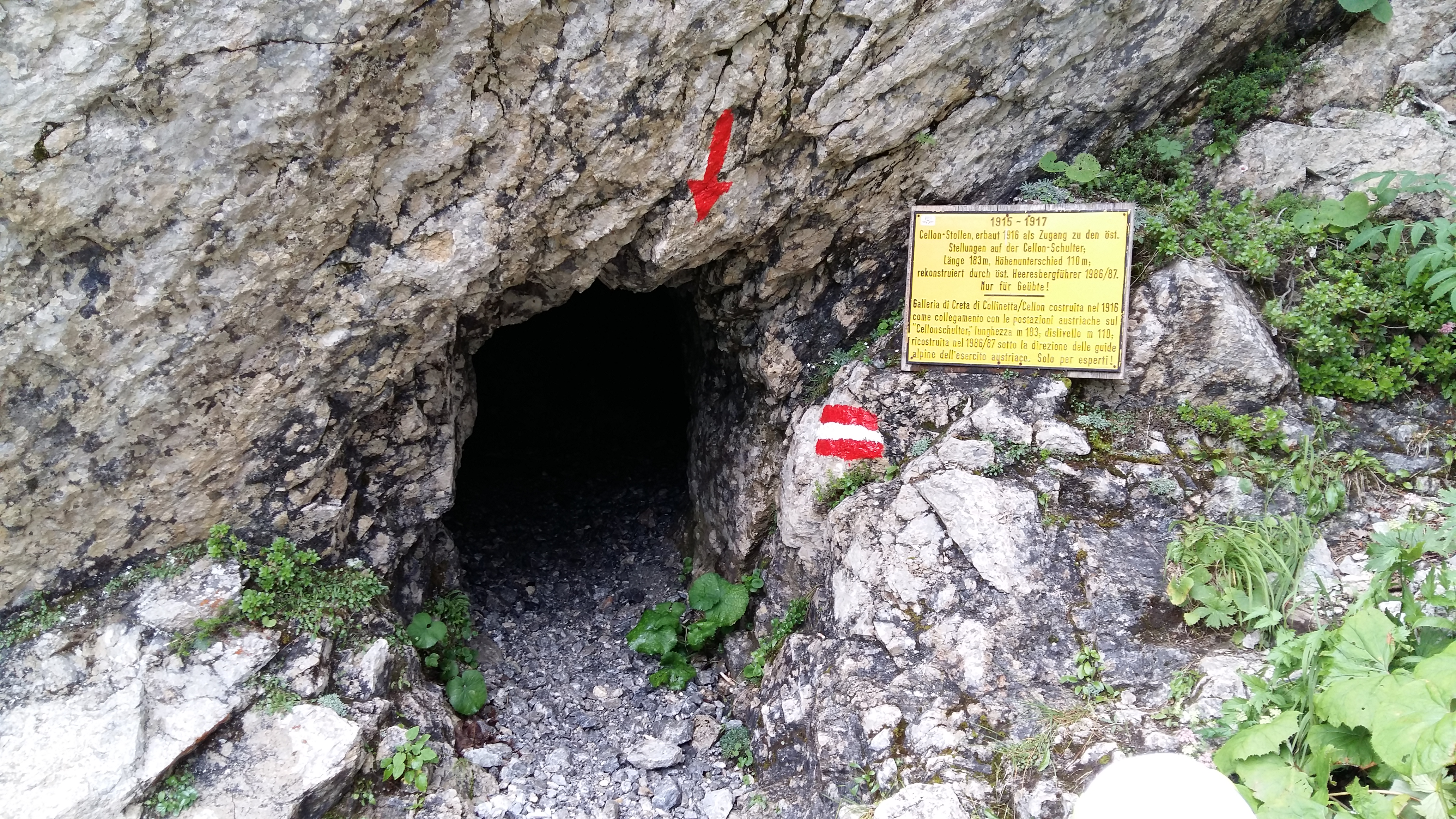
Unterer Eingang des Cellonstollens

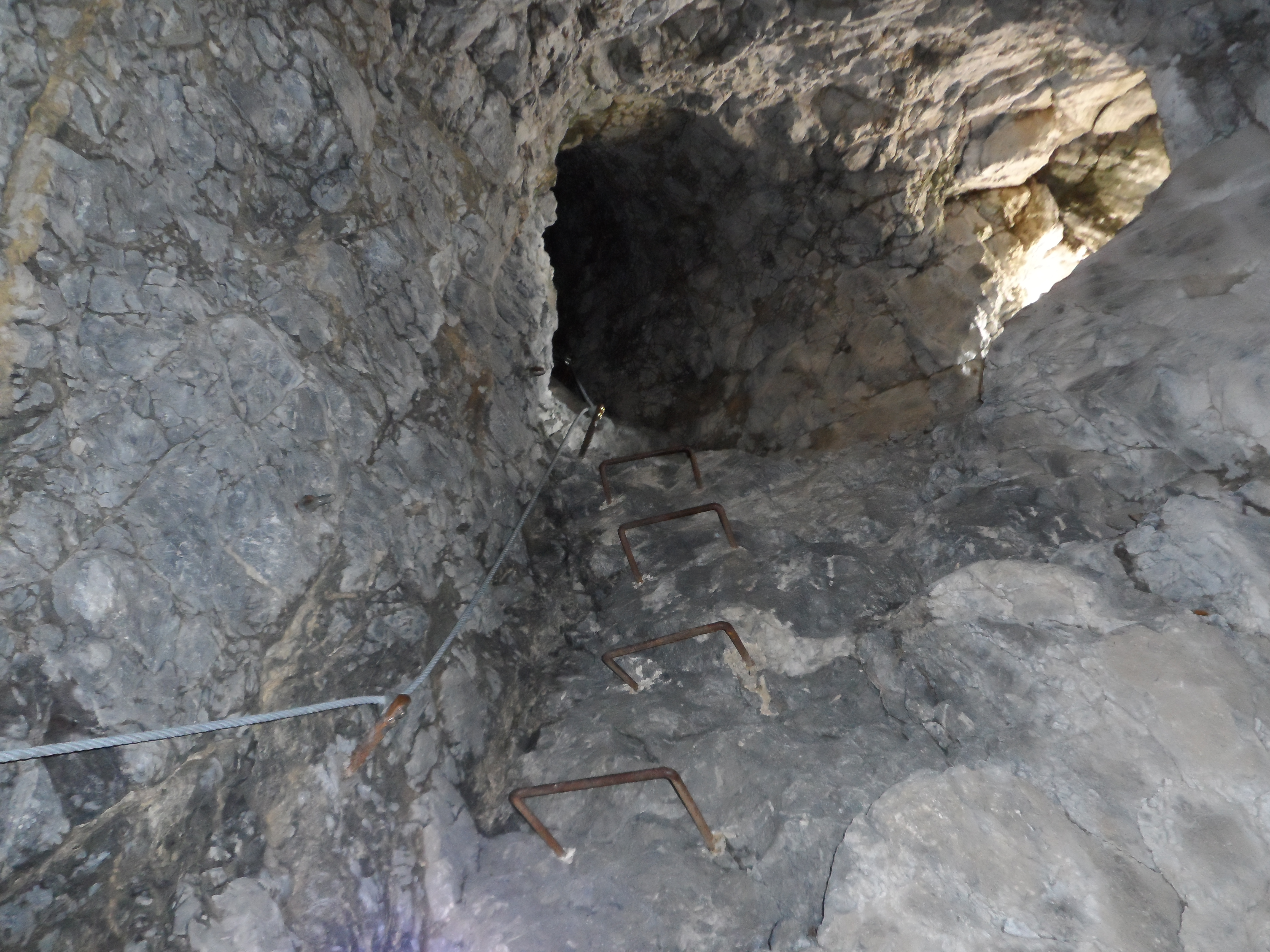
Lichteinfall im Cellonstollen

Der Cellonstollen ist ein unterirdischer Klettersteig auf der Südostseite des Frischenkofel (italienisch: Cellon) am Plöckenpass in Kärnten, Österreich, an der Grenze zu Italien. Er wurde während des Ersten Weltkrieges von österreichischen Truppen als beschussfester Nachschubweg angelegt.

## Geschichte
Im Zuge des Gebirgskrieges konnten die italienischen Truppen im Juni 1916 den Cellongipfel in Besitz nehmen, wodurch sie die österreichischen Truppen auf der darunter liegenden Cellonschulter bedrohten. Um diese halten zu können, mussten die österreichischen Stellungen und der Nachschubweg in den Fels hinein verlegt werden. Die Arbeiten gingen bis in den Spätherbst 1917, als die italienische Front aufgrund der Zwölften Isonzoschlacht zusammenbrach. Der Stollen wurde daher im untersten Bereich nicht fertiggestellt.
Für das Freilichtmuseum am Plöckenpass wurde der alte Steig unter Walther Schaumann und seinen Dolomitenfreunden rekonstruiert und wieder begehbar gemacht; Heeresbergführer räumten den Stollen 1986/87 vom Geröll sowie den verfaulten Holztreppen und versicherten ihn mit Stahlseilen und Eisenklammern. Er wurde so der erste unterirdische Klettersteig Kärntens und ist der einzige historisch-rekonstruierte und unterirdisch angelegte Klettersteig in Österreich.
Im Juli 2017 erschien der Cellonstollen in einer von der Red Bull GmbH veröffentlichten Liste der 8 speziellsten Klettersteige Österreichs.

## Lage und Begehung
Der untere Eingang des Cellonstollens befindet sich rund 300 Meter Luftlinie nordwestlich des Plöckenpasses (1360 m) und rund 200 Meter höher (1550 m). Der leicht gewundene Stollen ist 183 Meter lang, führt in westlicher Richtung und nur knapp 100 Meter von der heutigen Grenzlinie entfernt steil aufwärts und überwindet dabei 110 Höhenmeter. 14 Felsfenster sorgen für etwas Lichteinfall, jedoch ist eine Stirnlampe ratsam. Der obere Eingang befindet sich im Bereich der Cellonschulter (1660 m).
Im Gegensatz zum etwas weiter westlich gelegenen Klettersteig Oberst Gressel ist er die sportlich und von der Aussicht her weniger anspruchsvolle Variante auf die Schulter. Von dort aus erreicht man die Klettersteige Steinbergerweg und Weg ohne Grenzen, welche beide auf den Gipfelkamm des Frischenkofel führen.